# Південне командування (Велика Британія)
Південне командування (англ. Southern Command (United Kingdom) — командування британської армії, що існувало у XVIII—XX століттях на території південної частини Великої Британії.

## Історія
У 1793 році у результаті війни з Францією Велика Британія була поділена на військові округи. До 1830-х років Південне командування включало графства Кент та Сассекс (Південний округ першого формування за років Наполеонівських воєн), а також Бедфордшир, Нортгемптоншир, Оксфордшир та Бакінгемшир (перший Південно-Внутрішній округ) та Гемпшир, Вілтшир та Дорсет (на той час Південно-Західний округ) і Глостершир, Вустершир і Герефордшир (на той час Севернський округ).

## Командування

### Командувачі Південно-Західного округу
- полковник Томас Трігг (1793—1796)
- лейтенант-генерал Корнеліус Кайлер (1796—1799)
- майор-генерал Томас Мюррей (лютий — червень 1799)
- майор-генерал Джон Вайтлок (1799—1804)
- полковник Гільдебранд Оакс (1804—1805)
- майор-генерал Джон Гоуп (червень — грудень 1805)
- майор-генерал Джордж Прево (1805—1808)
- майор-генерал Артур Вітам (1808—1813)
- лейтенант-генерал Томас Мейтланд (травень — липень 1813)
- майор-генерал Вільям Г'юстон (січень — вересень 1814)
- майор-генерал Говард Кеннет (1814—1819)
- майор-генерал Джеймс Кемпт (серпень — жовтень 1819)
- майор-генерал Джордж Кук (1819—1821)
- майор-генерал Джеймс Лайон (1821—1828)
- майор-генерал Колін Кемпбелл (1828—1834)
- майор-генерал Томас Макмагон (1834—1839)
- майор-генерал Геркулес Пакенгем (1839—1846)
- лейтенант-генерал Фредерік Фіцкларенс (1847—1851)
- майор-генерал Джордж Агуйлар (1851—1852)
- майор-генерал Джеймс Сімпсон (1852—1855)
- майор-генерал Генрі Вільям Бретон (1855—1857)
- лейтенант-генерал Джеймс Скарлетт (1857—1860)
- майор-генерал Вільям Паулет (1860—1865)

### Командувачі Південного округу
- лейтенант-генерал Джордж Буллер (1865—1870)
- генерал Джордж Аптон (1870—1874)
- генерал Чарльз Гастінгс Дойль (1874—1877)
- генерал Джон Гарвок (1877—1878)
- генерал принц Едвард Саксен-Веймар-Ейзенахський (1878—1884)
- генерал Джордж Вілліс (1884—1889)
- генерал Лестер Сміт (1889—1890)
- лейтенант-генерал Артур Вільям Патрик Альберт (1890—1893)
- майор-генерал Джон Девіс (1893—1898)
- лейтенант-генерал Бейкер Рассел (1898—1903)
- майор-генерал Роберт Монтгомері (1903—1904)

### Командувач 2-го армійського корпусу
- лейтенант-генерал Генрі Івлін Вуд (1901—1904)

### Командувачі Південного командування
- лейтенант-генерал Ян Гамільтон (1905—1909)
- лейтенант-генерал Чарльз Віттінгем Дуглас (1909—1912)
- лейтенант-генерал Горацій Сміт-Дорріен (1912—1914)
- лейтенант-генерал Піткерн Кемпбелл (1914—1916)
- лейтенант-генерал Генрі Склатер (1916—1919)
- лейтенант-генерал Джордж Гарпер (1919—1922)
- лейтенант-генерал Волтер Конгрів (1923—1924)
- лейтенант-генерал Александер Годлі (1924—1928)
- лейтенант-генерал Арчібальд Монтгомері-Массінгберд (1928—1931)
- лейтенант-генерал Сесіль Ромер (1931—1933)
- лейтенант-генерал Персі Редкліфф (1933—1934)
- лейтенант-генерал Джон Барнет-Стюарт (1934—1938)
- лейтенант-генерал Арчибальд Вейвелл (1938—1939)
- лейтенант-генерал Алан Френсіс Брук (липень — серпень 1939)
- лейтенант-генерал Берті Фішер (вересень 1939 — червень 1940)
- лейтенант-генерал Алан Френсіс Брук (червень — липень 1940)
- лейтенант-генерал Клод Окінлек (липень — листопад 1940)
- лейтенант-генерал Александер Гаролд (грудень 1940 — лютий 1942)
- лейтенант-генерал Чарльз Лойд (березень 1942 — лютий 1944)
- лейтенант-генерал Вільям Даті Морган (лютий 1944 — лютий 1945)
- лейтенант-генерал Сідні Кіркман (березень — червень 1945)
- лейтенант-генерал Джон Крокер (1945—1947)
- лейтенант-генерал Джон Гардінг (1947—1948)
- лейтенант-генерал Оуврі Робертс (1949—1952)
- лейтенант-генерал Ернест Даун (1952—1955)
- лейтенант-генерал Джордж Ерскін (1955—1958)
- лейтенант-генерал Найджел Поетт (1958—1961)
- лейтенант-генерал Роберт Брей (1961—1963)
- лейтенант-генерал Кеннет Дарлінг (1964—1966)
- лейтенант-генерал Джеффрі Бейкер (1966—1968)
- лейтенант-генерал Джон Могг (1968)
- лейтенант-генерал Девід Піл Єйтс (1968—1969)
- лейтенант-генерал Майкл Карвер (1969—1971)
- лейтенант-генерал Безіл Евґстер (1971—1972)